# Capela palatina

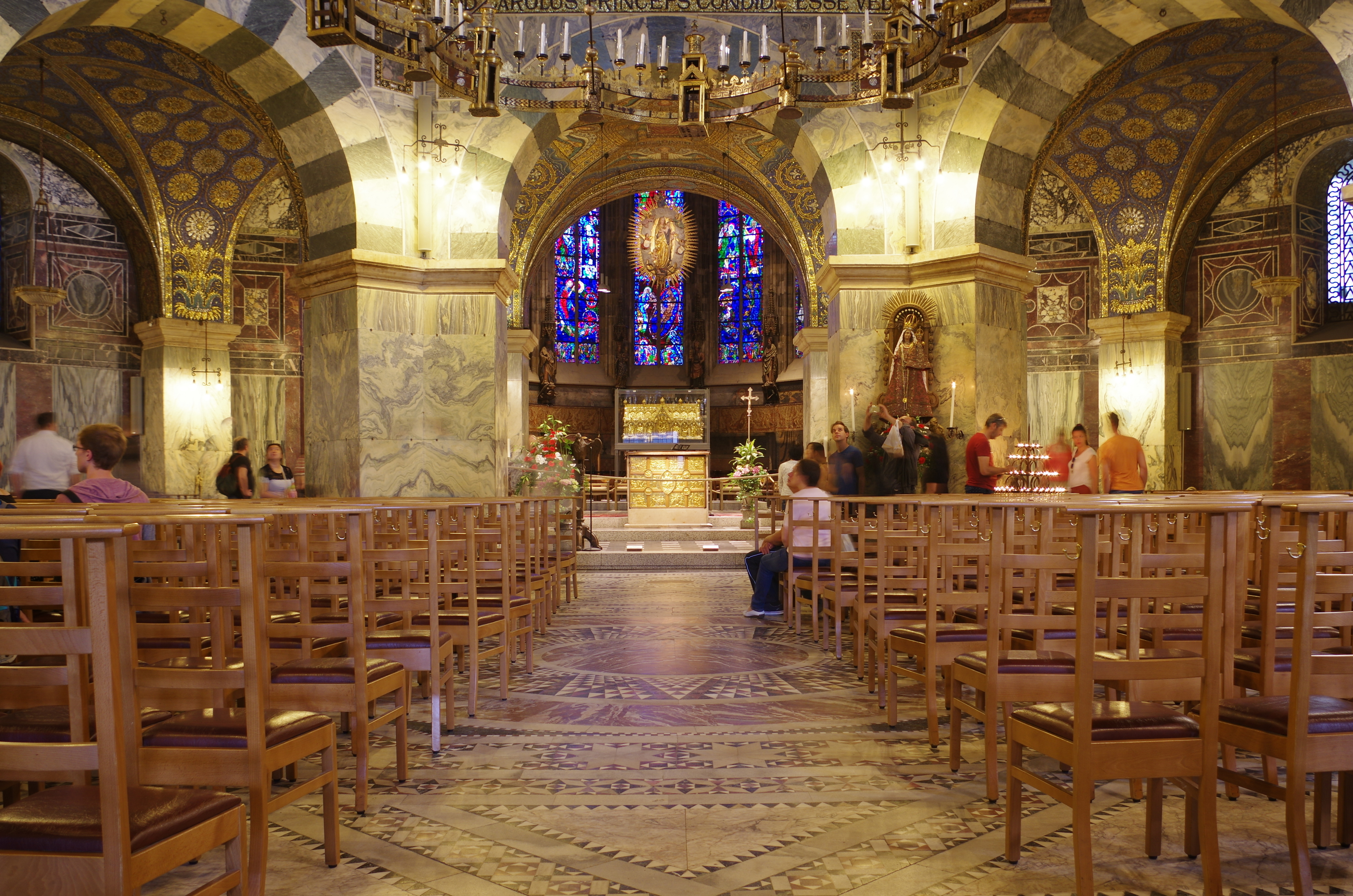
Interior da Capela Palatina de Aachen

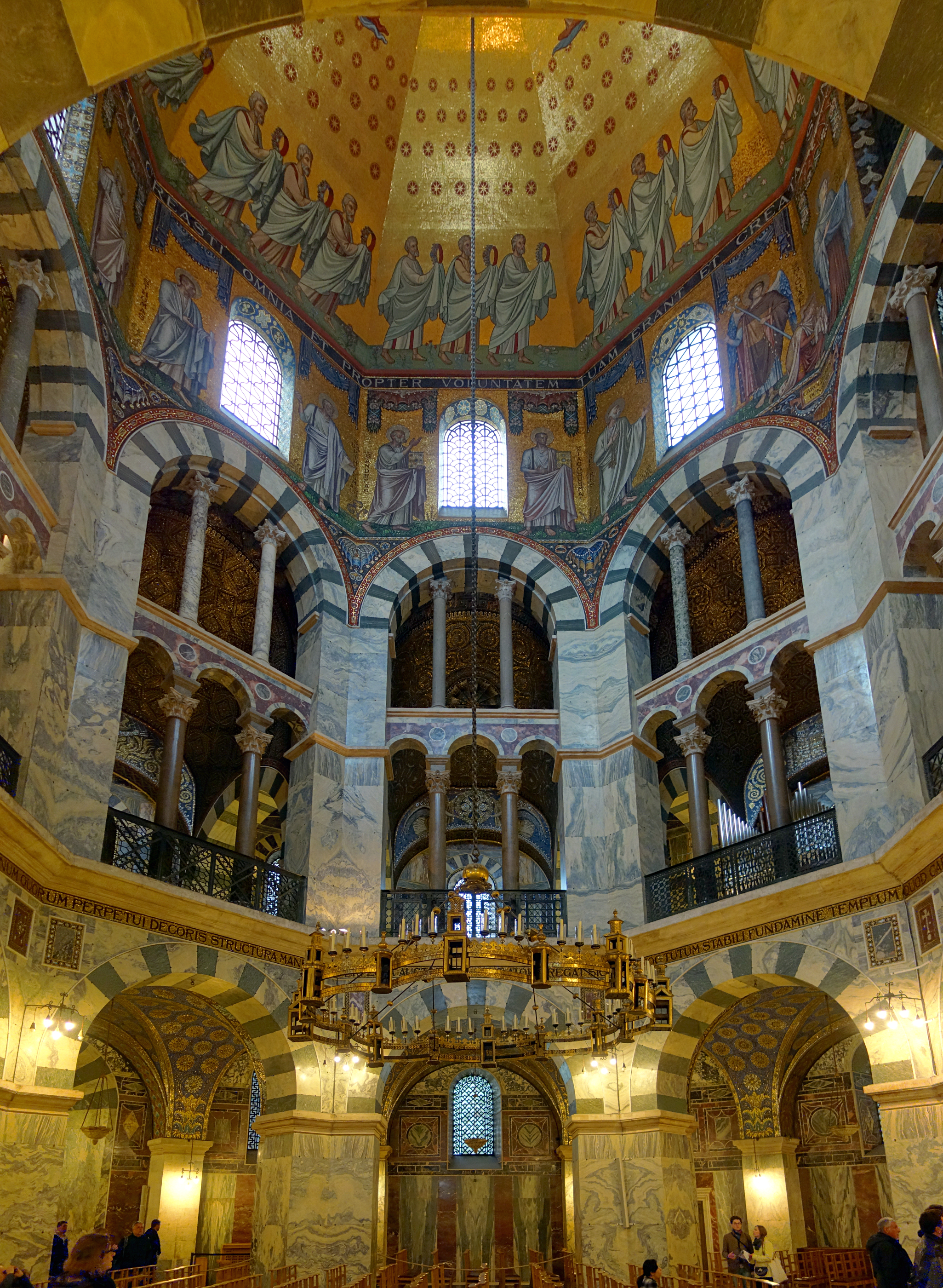
Vista interior

A Capela palatina é uma capela medieval situada em Aachen, na Alemanha. É a única estrutura sobrevivente do desaparecido Palácio de Aachen de Carlos Magno. Trata-se de um dos principais monumentos do Renascimento carolíngio. Na capela estão depositados os restos mortais de Carlos Magno. O edifício foi apropriado pela dinastia otoniana, tendo aí sido realizadas a coroações entre 963 e 1531. Enquanto parte da Catedral de Aachen, a capela é classificada como Património da Humanidade pela UNESCO.

## História

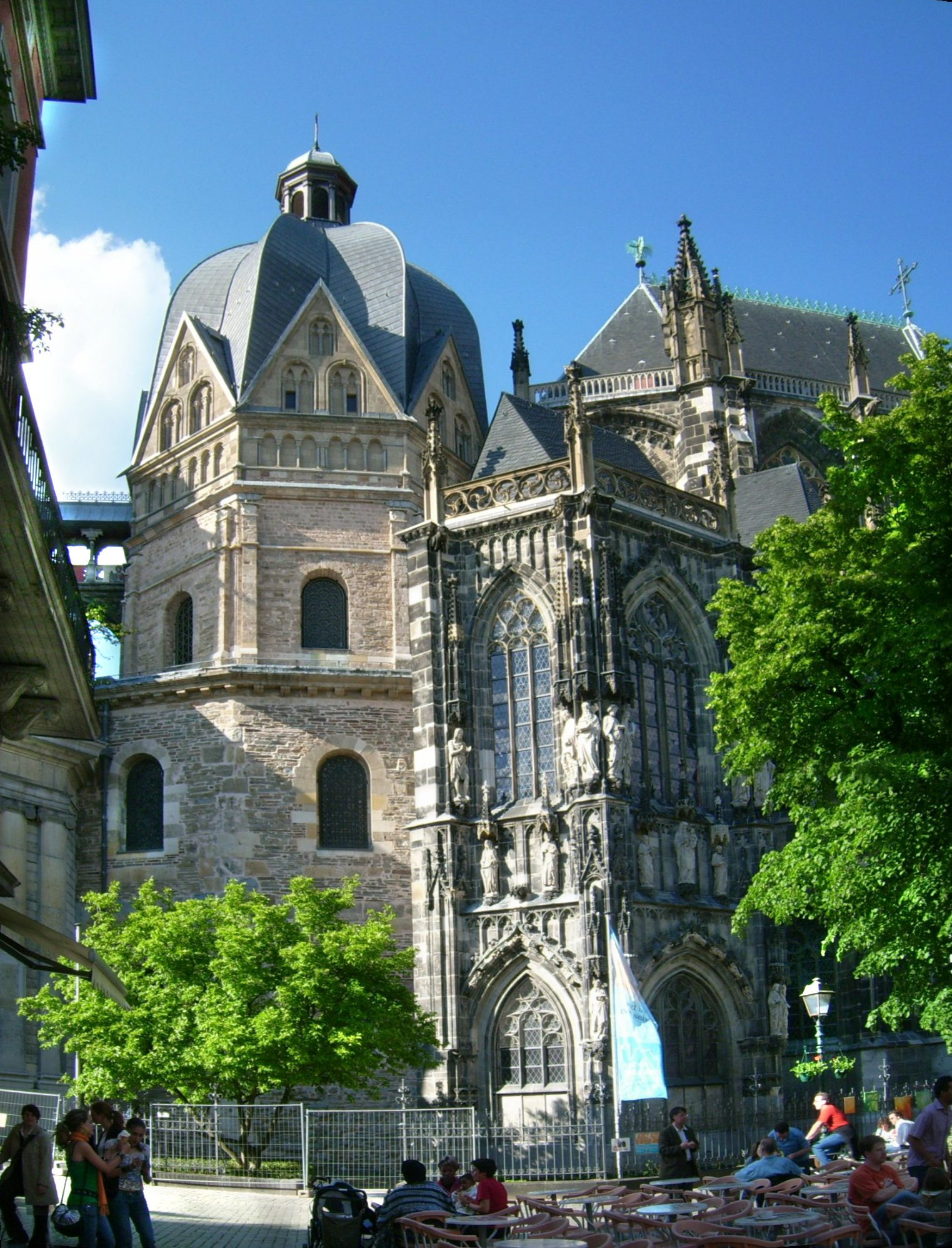
Exterior

Carlos Magno iniciou a construção da capela por volta do ano 792, a par da edificação das restantes estruturas do palácio. Foi consagrada em 805 pelo Papa Leão III em honra da Virgem Maria. O edifício é abobadado e de planta centralizada. A parte oriental apresenta uma ábside retangular, sendo inicialmente ladeada por duas estruturas basilicais, hoje em dia inexistentes e só reveladas através de escavações arqueológicas. A entrada fazia-se por um átrio monumental a ocidente. A planta e a decoração do edifício conjuga elementos da arquitetura clássica, bizantina e pré-românica. O nome do arquiteto responsável, Odo de Metz, está gravado numa inscrição do século X em torno da cúpula, sendo desconhecida qualquer outra obra sua. O exterior apresenta uma decoração simples, contrastando com a complexidade do interior e dos programas decorativos. A cúpula octogonal assenta em pilares de grande dimensão, tendo o interior uma altura equivalente a dois pisos. Em 936, Oto I, o primeiro Sacro Imperador Romano da dinastia otoniana, aproveitando-se da associação da capela à imagem de Carlos Magno, realizou nela a sua coroação enquanto rei da Alemanha. Os restantes monarcas da dinastia mantiveram esta tradição até 1531.

## Interior

Planta

O espaço central da capela é dominado por um deambulatório de dezasseis lados, sobre o qual existe uma galeria em torno da cúpula octogonal. A planta e a decoração mostram influências da Basílica de São Vital em Ravena, do século VI, cidade que Carlos Magno visitou por três vezes, a primeira das quais em 787. Nesse mesmo ano escreveu ao Papa Adriano I, requisitando mosaicos, mármores e diversos materiais para os pavimentos e paredes para o seu palácio.